# Campeonato Mundial de Tiro al Plato de 1987
El XXII Campeonato Mundial de Tiro al Plato se celebró en Valencia (Venezuela) en el año 1987 bajo la organización de la Federación Internacional de Tiro Deportivo (ISSF) y la Federación Venezolana de Tiro Olímpico.

## Resultados

### Masculino
| Evento          | Oro                           | Plata                            | Bronce                                |
| --------------- | ----------------------------- | -------------------------------- | ------------------------------------- |
| Foso            | Dmitri Monakov URSS 217 pts.  | Jörg Damme RDA 216 pts.          | Alexandr Lavrinenko URSS 215 pts.     |
| Foso (equipos)  | Portugal 424                  | URSS 423                         | Estados Unidos 420                    |
| Skeet           | Andrea Benelli · Italia · 226 | Matthew Dryke Estados Unidos 225 | Guillermo Alfredo Torres · Cuba · 218 |
| Skeet (equipos) | RDA 430                       | Italia · 428                     | Checoslovaquia · Cuba · 422           |

### Femenino
| Evento | Oro                        | Plata                              | Bronce                             |
| ------ | -------------------------- | ---------------------------------- | ---------------------------------- |
| Foso   | Yin Weiping China 183 pts. | E Gao China 181 pts.               | Satu Pusila · Finlandia · 179 pts. |
| Skeet  | Feng Meimei China 192      | Bonnie McLaurin Estados Unidos 188 | Nuria Ortiz · México · 185         |

## Medallero
| Núm. | País           | Oro | Plata | Bronce | Total |
| ---- | -------------- | --- | ----- | ------ | ----- |
| 1    | China          | 2   | 1     | 0      | 3     |
| 2    | URSS           | 1   | 1     | 1      | 3     |
| 3    | Italia         | 1   | 1     | 0      | 2     |
|      | RDA            | 1   | 1     | 0      | 2     |
| 5    | Portugal       | 1   | 0     | 0      | 1     |
| 6    | Estados Unidos | 0   | 2     | 1      | 3     |
| 7    | Cuba           | 0   | 0     | 2      | 2     |
| 8    | Finlandia      | 0   | 0     | 1      | 1     |
|      | México         | 0   | 0     | 1      | 1     |
|      | TOTAL          | 6   | 6     | 6      | 18    |